# ری سیکه
ری سیکه (انگلیسی: Rii Seike؛ زادهٔ ۴ مهٔ ۱۹۷۴) ورزشکار والیبال ساحلی اهل ژاپن است.